# Epilobium prochazkae
Epilobium prochazkae är en dunörtsväxtart som beskrevs av F Krahulec. Epilobium prochazkae ingår i släktet dunörter, och familjen dunörtsväxter. Inga underarter finns listade i Catalogue of Life.